# Death Reality
Death Reality war eine deutsche Death-Metal-Band aus Leipzig, die 1996 gegründet wurde. 

## Geschichte
In ihrer Anfangsphase spielte die Band unter dem Namen „Die Amateure“ Punkmusik. Zuletzt war sie bei Morbid Records unter Vertrag. Im Juli 2007 kam es zum Split der Band. Als Grund dafür wurden persönliche Differenzen genannt. Bereits 2006 gab es Gerüchte über die Auflösung der Band, was sich zwischenzeitlich darin äußerte, dass Shows nicht mehr mit dem Schlagzeuger, sondern Drumcomputer gespielt werden sollten. Aus diversen Gründen kam aber auch das nicht zustande. Infolgedessen trennten sich die Wege zwischen Death Reality und Gitarrist Michael Müller, welcher sich danach seiner neuen Band Arche:Havoc widmete. Ab Ende 2006 konnten wieder Gigs in der ursprünglichen Besetzung gespielt werden, was aber aufgrund der unterschwelligen Antipathien nur bis zum 7. Juli 2007 hielt. Nach der Show beim Free Fall Festival, bei der nur drei Lieder gespielt werden konnten und der Auftritt von der Band abgebrochen wurde, kam es dann zur endgültigen Auflösung Death Reality's. Martin Ryzerski erhob die Band CN Roundhouse Kick zu seiner Hauptband.
Michael Gasch arbeitete schon einige Monate lang mit Christian Kucka an einem Projekt namens Delta Cepheid, welches er nun als seine Hauptband ansah. Jürgen Naumann trat im September 2007 ebenfalls Delta Cepheid als Sänger bei. Tobias Rüster hat sich nach Death Reality noch nicht weiter in anderen Bands engagiert.

## Diskografie
- 1998: Ancient Rebirth (Demo)
- 1999: Butchered Souls (Demo)
- 2001: Embalmed with Cunt Liquide (EP)
- 2001: Blasphemous Bleeding (Album)
- 2003: Flesh Still Feeds (Album)
- 2004: Bloodprints (Album)